# 357 a. C.
El año 357 a. C. fue un año del calendario romano prejuliano. En el Imperio romano se conocía como el Año del Consulado de Rutilo e Imperioso (o menos frecuentemente, año 395 Ab urbe condita).

## Acontecimientos

### Grecia
- Comienza la Guerra social entre Atenas y sus aliados de la reconstituida Confederación Marítima; durará hasta 355.

### Imperio persa
- Rodas cae en manos del sátrapa persa Mausolo de Halicarnaso.

### Macedonia
- El general macedonio, Parmenio, obtiene una gran victoria sobre los ilirios. El rey Filipo II de Macedonia, habiendo superado una amenaza iliria, ocupa la ciudad ateniense de Anfípolis (que dominaba las minas de oro del Pangeo). Filipo II controla así la ciudad estratégica que asegura la frontera oriental de Macedonia y le permite el acceso a Tracia.
- Filipo II de Macedonia conquista Pidna.
- Filipo II de Macedonia se casa con Olimpia, la princesa molosia de Epiro ayudando así a estabilizar la frontera occidental de Macedonia.

### Sicilia
- El cuñado de Dionisio I, Dion, exiliado de Siracusa en 366 a. C. por Dionisio II, reúne una fuerza de 1500 mercenarios en Zacinto y navega a Sicilia. Dion toma el poder del débil Dionisio II, quien se ve exiliado y huye a Locros.

### Tracia
- El general ateniense y comandante mercenario, Cares y el mercenario de Eubea Caridemo recuperan el Quersoneso tracio para Atenas del rey tracio Cersobleptes. Caridemo recibe de Atenas una corona dorada por su papel en la victoria.

- Datos: Q83249